# Georgius Pauli
Georgius (Jerzy) Pauli (ochrz. 9 lutego 1586, zm. 12 grudnia 1650) – nauczyciel w Gimnazjum Gdańskim, gdański pastor kalwiński i przywódca kalwinistów w tym mieście.

## Pochodzenie
Jego ojcem był gdańszczanin Adrian Pauli (1548-1611) absolwenta Uniwersytetu w Wittenberdze i od 1580 roku diakona, a od 1592 roku pastora w kościele Św. Piotra i Pawła w Gdańsku – jednego z pierwszych pastorów kalwińskich w tym mieście. Matką Georgiusa była Elisabeth z Fischerów (zm. ok. 1604). Jego bratem był Adrian Pauli Młodszy (1583-1622) absolwent kalwińskich Uniwersytetów w Heidelbergu i Montpellier, potem profesor medycyny w Gimnazjum Akademickim w Gdańsku.

## Wykształcenie i kariera duchowna
Po nauce w Gdańskim Gimnazjum, śladami brata został wysłany na studia najpierw do Heidelbergu, a potem do Bazylei, gdzie w 1612 roku obronił doktorat z teologii. Studia w głównych ośrodkach europejskiego kalwinizmu i talent oratorski czyniły z niego następcę Jacoba Fabritiusa, który bardzo popierał Pauliego. W 1613 roku po powrocie do Gdańska powierzono mu funkcję profesora etyki w Gimnazjum Akademickim, z czym wiązała się posada II pastora w kościele Św. Trójcy (formalnie instalacja na urząd pastora nastąpiła dopiero w 1626).
Po śmierci Fabritiusa w 1629 stanął na czele miejskich kalwinistów w obliczu zabiegów luteranów chcących ich usunięcia z miasta. Toczył szczególnie zaciekłe polemiki z następcą Fabritiusa na urzędach I pastora Św. Trójcy i rektora Gimnazjum, Johannem Botsackiem (1600-1674). Choć nie udało mu się zatrzymać erozji znaczenia kalwinistów w mieście, to jego kazania cieszyły się wielką popularnością. Był duchownym, który ochrzcił Bogusława Radziwiłła. Po jego śmierci luteranie obsadzili urząd II pastora w kościele Św. Trójcy swoim duchownym.

## Potomkowie
Był dwukrotnie żonaty. Jego potomkowie był pastorami aż do połowy XIX wieku tworząc prawdziwą dynastię:
- syn Adrian Pauli (1633-1684) wzorem ojca i dziada był pastorem kalwińskim w Gdańsku, w kościele Św. Piotra i Pawła.
- syn Reinhold Pauli(inne języki) (1638-1682) po studniach na wielu uczelniach kalwińskich na zachodzie, został w 1670 roku profesorem teologii na Uniwersytecie w Marburgu i tamtejszym pastorem kalwińskim.
  - jego syn Herrman Reinhold Pauli (1682-1750) był pastorem kalwińskim i profesorem teologii na Uniwersytecie w Halle.
    - jego syn Ernest Ludwik Pauli (1716-1783) był od 1740 pastorem kalwińskim w Magdeburgu i od 1772 superintendentem w Bernburgu.
      - jego syn Ernst Ludwik Pauli Mł. (1756-1834) był pastorem kalwińskim i nadwornym kaznodzieją księcia Anhalt-Bernburg.

    - jego drugi syn Georg Jacob Pauli(inne języki) (1722-1795) był pastorem kalwińskim i znanym teologiem racjonalnym.
    - jego trzeci syn Hermann Gottfried Pauli(inne języki) (1720-1786) był także pastorem kalwińskim w księstwie Anhalt.

Również kilku duchownych kalwińskich z rozgałęzionej rodziny Mieg było potomkami Georga Pauliego.